# Esportes aéreos
Os esportes (português brasileiro) ou desportos (português europeu) aéreos são esportes que cobrem uma série de atividades como:
- Aerobatics
- Aeromodelismo
- Balonismo
- Aviação
- Gliding
- Hang gliding
- Parachuting
- Paragliding

Estes esportes normalmente são geridos pela Fédération Aéronautique Internationale e ao nível nacional pelas National Aeronautic Association (nos Estados Unidos), Comissão de Aerodesporto Brasileira (no Brasil) e pela Royal Aero Club (no Reino Unido).